# Tragedia de Magnitogorsk
La tragedia de Magnitogorsk ocurrió el 31 de diciembre de 2018, aproximadamente a las 6:02 a. m. hora local, cuando un bloque de apartamentos en la ciudad de Magnitogorsk, Óblast de Cheliábinsk, Rusia, se derrumbó parcialmente. El colapso mató a 39 personas y lesionó a otras 17.
Se cree que la causa del colapso fue una explosión de gas. Entre los fallecidos se encuentran seis niños. Según las autoridades, 38 de los muertos han sido identificados.

## Antecedentes
El edificio tenía 10 pisos y estaba ubicado en la avenida Karl Marx de la ciudad. Construido en 1973, tiene 623 apartamentos. El colapso destruyó o dañó 48 de ellos, que albergaban a 110 personas, de las cuales se creía que 95 estaban en el edificio en el momento del colapso.

## Causa
Se cree que el colapso fue causado por una explosión de gas. Los investigadores rusos negaron los informes de que se encontraron rastros de explosivos en los escombros.

## Rescate
Los socorristas rescataron a un bebé vivo de entre los escombros del edificio destruido por una explosión de gas que dejó al menos treinta y nueve muertos en Magnitogorsk (centro sur de Rusia) y decenas de desaparecidos."¡Se ha producido un milagro en Año Nuevo! ¡Se ha salvado a un niño de diez meses!", celebró el ministerio ruso de Situaciones de Emergencia en un comunicado.Se trata de un bebé que se llama Ivan Fokin, precisó el ministerio. "La madre del bebé está viva. Vino al hospital y reconoció a su hijo", explicó el ministro.

## Respuesta
Después del colapso, los ocupantes del edificio fueron evacuados. Los funcionarios advirtieron que la mayor parte del complejo de apartamentos estaba en riesgo de colapsar.
La temperatura diurna en el sitio era de −17 °C (1 °F) y la nocturna de −24 °C (−11 °F). Cerca de 1,400 trabajadores de rescate ayudaron a liberar a los residentes de los escombros, y utilizaron calentadores de alta potencia para calentar a las personas que aún están atrapadas bajo los escombros.
El presidente ruso, Vladímir Putin, viajó al lugar del colapso para examinar los daños y observar los esfuerzos de rescate. También visitó a residentes heridos en el hospital. En una declaración, dijo: "A pesar de la temporada de vacaciones, tenemos que pensar en los que perecieron y en los que resultaron heridos".
El delantero de los Pittsburgh Penguins Evgeni Malkin, oriundo de la ciudad, rindió homenaje a las víctimas del desastre en el juego de los Penguins contra los New York Rangers el 2 de enero de 2019. Sus patines llevaban frases rusas traducidas a "Magnitogorsk, estamos contigo, "y," Magnitogorsk, estás en mi corazón ". Marcó un gol que dedicó a la ciudad, habiendo esperado antes del juego que lo haría. Después del juego, Malkin declaró que el equipo recaudará fondos para las víctimas y sus familias.